# Kilkelly
Kilkelly (en irlandais : Cill Cheallaigh) est un village du comté de Mayo, en Irlande. Il est situé dans la paroisse de Kilmovee, juste au sud de l'aéroport de Knock-Irlande Ouest sur la N17, une route nationale reliant Galway à Sligo.